# Williamia gussoni
Williamia gussoni is een slakkensoort uit de familie van de Siphonariidae. De wetenschappelijke naam van de soort is voor het eerst geldig gepubliceerd in 1829 door Oronzio Gabriele Costa.